# За’ха’дум
У измишљеном свету Бабилона 5, За’ха’дум је бивши дом прастарог, тајанственог народа под називом Сене. Планета се налази близу обода галаксије. Сене су се враћале на њу кад год су биле побеђене.